# 奇利翁河

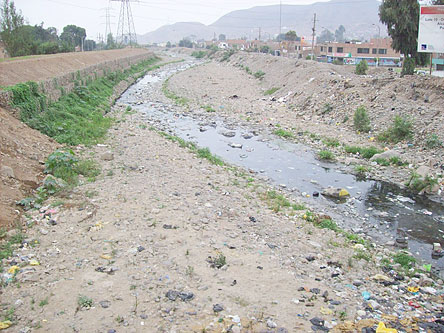
奇利翁河（利馬北部一段）

奇利翁河（西班牙語：Río Chillón）是秘魯的河流，位於該國西部，河道全長104公里，流域面積2,444平方公里，河水來自安第斯山脈的河川融雪，最終在卡亞俄注入太平洋。夏季（十二月至三月）的水量較大。河谷非常肥沃。考古證據顯示，不同的土著文化（包括 Chancay 文化）已在此居住超過一萬年。
1. ↑  . GeoNames. National Geospatial Intelligence Agency.   [July 29, 2021]. （原始内容存档于2021-12-22）.